# 482 Petrina
482 Petrina eller 1902 HT är en asteroid i huvudbältet, som upptäcktes 3 mars 1902 av den tyske astronomen Max Wolf. Den är uppkallad efter upptäckarens hund, Peter.
Asteroiden har en diameter på ungefär 45 kilometer.